# 양충 (북주)
양충(楊忠, 507년 ~ 568년 7월)은 중국 서위, 북주의 장군이다. 북위, 서위 섬서(陝西) 화음(華陰)사람으로 남북조 시대 북조인 서위와 북주의 대신으로 수 문제 양견의 부친이다. 어릴 적 이름은 노노(奴奴)이다. 12대장군 중 한 사람으로서, 대사공과 수국공(隨國公) 작위를 받았으며, 아들인 양견이 수나라를 건국하자, 태조 무원황제(太祖 武元皇帝)에 추존되었다. 홍농화음(弘農華陰:陝西省 渭南縣) 사람이라고 자칭하나, 사실은 한인(漢人)이 아니고 선비족(鮮卑族)이거나 선비족과의 혼혈인 무장(武將)집안 출신인 듯하다.
서위에서는 창현백(昌縣伯), 소황현백(小黄縣伯), 소황후였다. 북주의 12대장군의 한 사람이었고, 진류군공(陳留郡公)에 봉작되었다가 이후 상주국(上柱國), 수국공(隨國公)으로 진봉되었다. 580년 환공(桓公)의 시호를 받고, 581년 아들 양견이 수나라 황제가 되면서 태조 무원제로 추봉되었다.

## 생애
북위 사람으로 어려서 이름은 노노(奴奴)이다. 수염이 아름다웠고, 키는 7척 8촌(약 1.8~85m) 정도이고, 체격이 매우 크고 건장했다 한다.아버지 양정은 철륵족 선우수례(鮮于脩禮) 등이 반란을 일으키자 의병을 조직해 싸우다가 전사했다. 북위 말 혼란기에 아버지 양정을 따라 중산(中山)으로 피신했다. 무천진(武川鎮)의 사마(司馬)를 지냈다.
524년, 태산(泰山)을 유람하다 남조 양(梁)의 침공으로 포로가 되어 강남에 억류되었다가 탈출했다.
양충은 북위 시절 북해왕 원효(元颢), 여남왕 원열(元悦), 임회왕 원욱(元彧) 등을 따라 남쪽으로 도망쳐 서량으로 갔다가, 후에 진경지(陈庆之)를 따라 북위 정벌에 나섰으나 이주영(爾朱榮)에게 패하였다. 529년, 북해왕 원효(元顥)를 따라 낙양에 들어가 직합장군에 임명되었다. 원효가 패하자, 이주도률(爾朱度律)에 소환되어 장하통군(帳下統軍)이 되었다. 나중에 이주영(爾朱榮)의 친족 이주도율(爾朱度律)의 휘하에서 군을 이끌었다. 같은 동기로는 북위가 서위, 동위로 분열할 때 함께 서위에 가담해 서위의 실력자가 된 독고신(獨孤信)이 있다. 530년, 이주조(爾朱兆)가 병주에서 낙양에 들어가자, 양충은 그를 따랐고, 창현백(昌縣伯)에 봉해졌으며, 도독으로 임명되었고 소황현백(小黄縣伯)에도 봉해졌다. 독고신(獨孤信)의 휘하에서 활약했으며, 서위 건국 후 추퇴(樹頹) 지역에 정착하였다.
독고신(獨孤信) 휘하에서 하재수(下溠戍)에서 남조 양나라 군대ㅡㄹ 격파하고, 남양을 평정하는 데 공을 세웠다. 534년, 효무제가 관중으로 들어가자 이를 따랐고, 작위는 후(侯)로 올랐다. 우문태(宇文泰) 휘하에서 동관(潼關)을 공격하고 회락성(迴洛城)을 함락시켰다. 안서장군·은청광록대부에 임명되었다. 동위의 형주자사 신찬(辛纂)이 양성에 주둔하자, 양충은 독고신과 함께 그를 토벌하고 양성에 입성했다. 반 년간 주둔했으나 동위의 압박으로 독고신과 함께 남조 양에 망명했다. 양 무제는 그를 후하게 대우하여 문덕주원수(文德主元帥), 관외후(關外侯)에 임명하였다.
북위가 534년에 동위와 서위로 분열되었을 때, 양충(楊忠)은 독고신을 따라 서위 진영에 합류하였다. 우문태(宇文泰)를 따라 서위를 건국하는 데 공헌하여 서위의 승상 우문태에게 중용되어 공을 세워 거기대장군(車騎大將軍)이 되었다. 당시 승상인 우문태(宇文泰)의 중용을 받아 선비족 성씨인 '보륙여(普六茹)'와 소자 '엄우(揜于, 선비어로 맹수라는 뜻)'를 하사받았다.
그는 동위를 탈환하려다형주(荊州) 전투에서 실패한 뒤 양나라에서 3년간 머물렀다. 북주 건국 후 양충은 원수로 임명되어 양찬, 이목, 왕걸, 전홍, 모용연 등의 10여 명의 대장을 이끌고 북제를 공격하여 20여 개 성을 함락하였다.이후에는 돌궐(突厥)과 연합하여 병력 10만으로 북제의 진양(晉陽)을 공격했으나 병력의 절반 이상을 잃었다. 이후 돌궐 10만 대군이 진양(晉陽)에 쳐들어오자 맞아 싸워 격퇴했다. 공적을 인정받아 12대장군 수국공(随國公)에 봉해졌다.
551년 양 원제가 형 소륭왕 소륜(蕭綸)을 위협하자, 소륜은 양사달(羊思達)·단진보(段珍宝)·하후진흡(夏侯珍洽) 등과 함께 거병, 북제와 내통해 여남성에 입성했다. 양 원제가 이 사실을 우문태에 알리자, 우문태는 양충에게 그를 토벌하게 하였다. 양충은 소륜을 사로잡아 죄목을 열거한 뒤 처형했다. 한때 양충은 유중례를 사로잡아 후대했으나, 유중례는 장안에 도착한 후 양충이 군중에서 재물을 착복했다고 고발했다. 우문태는 양충의 공을 감안해 추궁하지 않았다. 양충은 분노하며 유중례를 죽이지 않은 것을 후회했고, 소륜을 죽인 것도 이 일 때문이었다. 이후 양충은 해를 넘기며 한수 동쪽 지역을 평정했다.
557년, 북주의 효민제가 즉위하자, 양충은 입조하여 소종백이 되었다. 북제가 동쪽 국경을 침범하자, 양충은 포판(蒲坂)에 주둔했다. 사마소난(司馬消難)이 귀순을 요청하자, 양충은 달해무(達奚武)와 함께 그를 지원했다. 두 장수는 5천 기병을 이끌고 비밀 통로를 통해 북제 깊숙이 진입했다. 북예주까지 30리 거리에서 달해무는 이상함을 느끼고 철수하려 했으나, 양충은 "전진해 죽을지언정, 후퇴해 살 수는 없다"며 단독으로 야간에 성하까지 가서 성문을 열게 했다. 성에 들어간 후 달해무를 불러들였다. 북제 진성(鎮城)의 복경원(伏敬遠)이 병사 2천으로 동비를 지키며 경계를 강화했다. 달해무는 성을 방어할 생각 없이 재물을 취해 사마소난 등을 데리고 귀국하려 했다. 양충은 3천 기를 거느려 후위를 맡았고, 북제군이 낙북까지 추격했으나 양충의 역습에 감히 더 다가가지 못하고 철수했다. 양충은 주국대장군으로 승진하고, 559년에는 수국공(隋國公)에 봉해졌다.
562년, 대사공으로 전임되었다. 북주 시기 양충은 사지절대장군(使持節大將軍), 대도독(大都督)에 임명되고, 진류군공(陳留郡公)에 봉작되었다가 다시 12대 장군 중 한 사람으로 봉해졌고, 이후 상주국(上柱國), 수국공(隨國公)으로 진봉되었다.
568년 양충은 병으로 쓰러져 장안으로 돌아왔으나 낫지 못하고 그해 7월에 병사했다. 향년 62세였다. 바로 태보(太保), 동삭주등13주제군사 겸 동주자사(同朔州等十三州諸軍事 同州刺史)에 추증되었다.
양충이 죽자, 양견이 대장군-수국공의 지위를 물려받게 되었다. 580년 환공의 시호를 받아 수국환공이 되었다.

## 가계

### 부인
| 봉호       | 시호                | 이름(성씨)     | 별칭 | 재위년도 | 생몰년도 | 국구(장인/장모)                                                 | 능묘 | 비고 |
| ---------- | ------------------- | -------------- | ---- | -------- | -------- | --------------------------------------------------------------- | ---- | ---- |
| 부인(夫人) | 원명황후 (元明皇后) | 여고도(呂苦桃) |      | (추존)   |          | 제경공(齊敬公) 여쌍주(呂雙周) 제군공부인(齊郡公夫人) 요씨(姚氏) |      |      |
| 부인(夫人) |                     | 이씨(李氏)     |      |          |          |                                                                 |      |      |

### 공자
| - | 봉호       | 시호   | 이름       | 생몰년도      | 생모            | 자식    | 별칭  | 비고                         |
| - | ---------- | ------ | ---------- | ------------- | --------------- | ------- | ----- | ---------------------------- |
| 1 | 수왕(隋王) |        | 양견(楊堅) | 541년 ~ 604년 | 원명황후 여고도 | 5남 4녀 | [ 4 ] | 수나라 초대 황제 문제(文帝). |
| 2 | 채왕(蔡王) | 경(景) | 양정(楊整) | ? ~ 576년     | 원명황후 여고도 | 3남     | [ 5 ] | [ 6 ]                        |
| 3 | 등왕(滕王) | 목(穆) | 양찬(楊瓚) | 550년 ~ 591년 | 원명황후 여고도 | 9남     | [ 7 ] |                              |
| 4 | 도왕(道王) | 선(宣) | 양숭(楊嵩) |               | 부인 이씨       |         | [ 8 ] |                              |
| 5 | 위왕(衛王) | 소(昭) | 양상(楊爽) | 563년 ~ 587년 | 부인 이씨       | 1남     | [ 9 ] | 요절함.                      |

### 공녀
| - | 봉호               | 이름 | 생몰년도 | 생모 | 부마                                | 별칭               | 비고   |
| - | ------------------ | ---- | -------- | ---- | ----------------------------------- | ------------------ | ------ |
| 1 | 만안공주(萬安公主) |      |          |      | 진국의공(陳國懿公) 두영정(竇榮定)   | 안성공주(安成公主) |        |
| 2 | 창락공주(昌樂公主) |      |          |      | 남진안공(南陳安公) 두로 통(豆盧 通) |                    |        |
| 3 | 공주(公主)         |      |          |      | 강군공(絳郡公) 이예성(李禮成)       |                    | [ 10 ] |